# Світлопільська сільська рада
| Світлопільська сільська рада — колишній орган місцевого самоврядування у Олександрійському районі Кіровоградської області з адміністративним центром у с. Світлопіль. Сільській раді підпорядковані населені пункти: - с. Світлопіль |

## Склад ради
Рада складається з 12 депутатів та голови.

### Керівний склад ради
| ПІБ                        | Основні відомості                                                               | Дата обрання | Дата звільнення |
| -------------------------- | ------------------------------------------------------------------------------- | ------------ | --------------- |
| Марчик Валентина Василівна | Сільський голова, 1966 року народження, освіта, позапартійна                    | 26.03.2006   | 31.10.2010      |
| Марчик Валентина Василівна | Сільський голова, 1966 року народження, освіта середня спеціальна, позапартійна | 31.10.2010   | 25.10.2015      |

Примітка: таблиця складена за даними джерела

## Населення
Згідно з переписом УРСР 1989 року чисельність наявного населення сільської ради становила 314 осіб, з яких 140 чоловіків та 174 жінки.
За переписом населення України 2001 року в сільській раді мешкало 270 осіб.

### Мова
Розподіл населення за рідною мовою за даними перепису 2001 року:
| Мова       | Відсоток |
| ---------- | -------- |
| українська | 95,19 %  |
| російська  | 4,44 %   |
| білоруська | 0,37 %   |